# Never Let You Go (Jason Derulo & Shouse)
Never Let You Go is een nummer van de Amerikaanse zanger Jason Derulo en het Australisch-Nieuw-Zeelandse dj-duo Shouse uit 2022.
Het nummer is gebaseerd op een sample uit Won't Forget You, de vorige single van Shouse. De leden van Shouse meldden in oktober 2022 op Facebook dat het nummer ontstond nadat Derulo "Won't Forget You" had gehoord op Ibiza. "Never Let You Go" werd enkel in Turkije een hit. In Nederland werd de plaat een mager succesje, met een 18e positie in de Tipparade.

## Tracklijst
- Muziekdownload

1. "Never Let You Go" - 4:24